# Metacnephia saskatchewana
Metacnephia saskatchewana är en tvåvingeart som först beskrevs av Shewell och Fredeen 1958.  Metacnephia saskatchewana ingår i släktet Metacnephia och familjen knott. Inga underarter finns listade i Catalogue of Life.